# Keith Murray

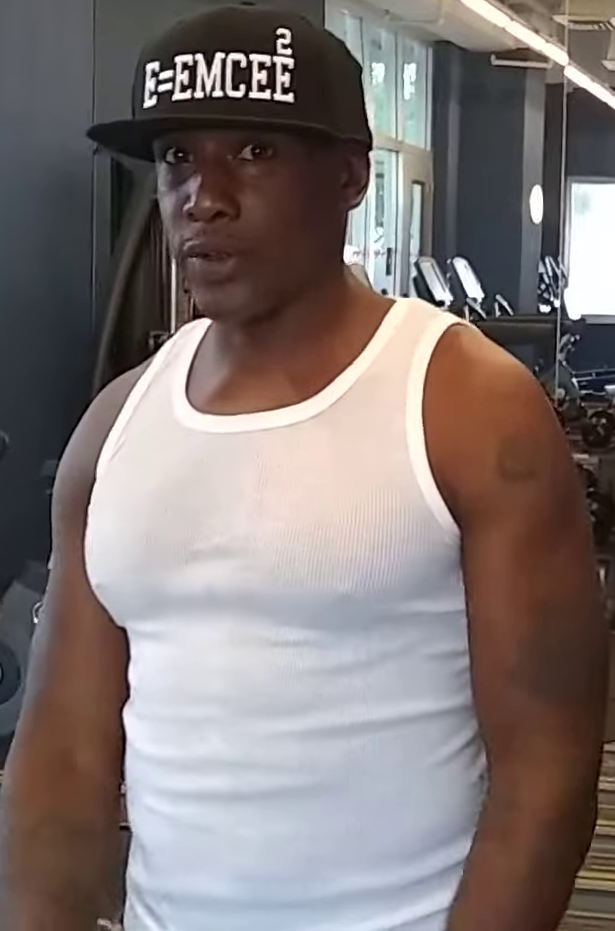
Keith Murray, 2023

Keith Murray (* 13. September 1974 in Brooklyn, New York City) ist ein US-amerikanischer Rapper und Mitglied der bekannten Hip-Hop-Gruppe Def Squad, zu der außerdem Redman und Erick Sermon gehören.

## Leben und Karriere
Murrays bekanntestes Lied ist „The Most Beautifullest Thing in This World“, welches auf dem gleichnamigen Debütalbum 1994 erschien. Von 1994 bis 1999 veröffentlichte er bei Jive Records. Danach wechselte er für jedes Album das Label – vom Def Jam zu Koch Records zu Legion of Doom Records.
1998 wurde er wegen Körperverletzung zu drei Jahren Haft verurteilt, weil er bei einer Meinungsverschiedenheit einen Mann mit einem Barhocker angegriffen hat.
Murray bestreitet die Tat.
Sein fünftes Studioalbum heißt Rap-Murr-Phobia (Fear of Real Hip Hop) und ist über Koch Entertainment erschienen. Neben seinen Def-Squad-Kollegen Redman und Erick Sermon sind u. a. auch Tyrese und Method Man auf dem Longplayer zu hören.

## Diskografie

### Studioalben
| Jahr | Titel                                      | Höchstplatzierung, Gesamtwochen, AuszeichnungChartsChartplatzierungen (Jahr, Titel, Platzierungen, Wochen, Auszeichnungen, Anmerkungen) | Anmerkungen                             |
| Jahr | Titel                                      | US | Anmerkungen                             |
| ---- | ------------------------------------------ | --- | --------------------------------------- |
| 1994 | The Most Beautifullest Thing in This World | US34 Gold · (19 Wo.)US | Erstveröffentlichung: 8. November 1994  |
| 1996 | Enigma                                     | US39 (11 Wo.)US | Erstveröffentlichung: 26. November 1996 |
| 1999 | It’s a Beautiful Thing                     | US39 (6 Wo.)US | Erstveröffentlichung: 12. Januar 1999   |
| 2003 | He’s Keith Murray                          | US40 (4 Wo.)US | Erstveröffentlichung: 15. Juli 2003     |
| 2007 | Rap-Murr-Phobia (The Fear of Real Hip-Hop) | US52 (2 Wo.)US | Erstveröffentlichung: 31. Juli 2007     |
| 2008 | Intellectual Violence                      | — | Erstveröffentlichung: 22. April 2008    |
| 2008 | Puff Puff Pass                             | — | Erstveröffentlichung: 13. Mai 2008      |
| 2018 | Lord Of The Metaphor                       | — | Erstveröffentlichung: 10. Juni 2018     |
| 2019 | Lord Of The Metaphor 2                     | — | Erstveröffentlichung: 18. Mai 2019      |

### Kompilationen
- 1999: The Most Beautifullest Hits

### Singles
| Jahr | Titel Album                                           | Höchstplatzierung, Gesamtwochen, AuszeichnungChartplatzierungen (Jahr, Titel, Album, Platzierungen, Wochen, Auszeichnungen, Anmerkungen) | Höchstplatzierung, Gesamtwochen, AuszeichnungChartplatzierungen (Jahr, Titel, Album, Platzierungen, Wochen, Auszeichnungen, Anmerkungen) | Höchstplatzierung, Gesamtwochen, AuszeichnungChartplatzierungen (Jahr, Titel, Album, Platzierungen, Wochen, Auszeichnungen, Anmerkungen) | Anmerkungen                                                        |
| Jahr | Titel Album                                           | DE | UK | US | Anmerkungen                                                        |
| ---- | ----------------------------------------------------- | --- | --- | --- | ------------------------------------------------------------------ |
| 1994 | The Most Beautifullest Thing in This World            | — | — | US50 (18 Wo.)US | Erstveröffentlichung: 10. Oktober 1994                             |
| 1995 | Get Lifted The Most Beautifullest Thing in This World | — | — | US71 (10 Wo.)US | Erstveröffentlichung: 27. Januar 1995                              |
| 1996 | The Rhyme Enigma                                      | — | UK59 (2 Wo.)UK | — | Erstveröffentlichung: 12. Oktober 1996                             |
| 1998 | Shorty (You Keep Playin’ With My Mind) Imajin         | DE100 (1 Wo.)DE | UK22 (3 Wo.)UK | US25 (20 Wo.)US | Erstveröffentlichung: Mai 1998 Imajin feat. Keith Murray           |
| 1998 | Incredible It’s a Beautiful Thing                     | — | UK52 (2 Wo.)UK | — | Erstveröffentlichung: 15. September 1998 feat. LL Cool J           |
| 1998 | Home Alone R.                                         | DE82 (6 Wo.)DE | UK17 (5 Wo.)UK | US65 (16 Wo.)US | Erstveröffentlichung: 30. Oktober 1998 R. Kelly feat. Keith Murray |
| 2001 | Fatty Girl The Good Life (Sampler)                    | — | — | US87 (14 Wo.)US | Erstveröffentlichung: 4. Dezember 2001 mit Ludacris & LL Cool J    |
| 2003 | Yeah Yeah U Know It He’s Keith Murray                 | — | — | US99 (1 Wo.)US | Erstveröffentlichung: 28. Januar 2003 feat. Def Squad              |

### Weitere Veröffentlichungen
Gastbeiträge
- 1993: Hostile feat. Jeffrey Stewart / Swing It Over Here feat. Redman – auf Erick Sermons „No Pressure“ Album – Rush Associated Labels
- 1994: Cosmic Slop feat. Erick Sermon – auf Redmans „Dare Iz Darside“ Album – Rush Associated Labels
- 1994: Keith Murray Interlude – auf Mary J. Bliges „My Life“ Album – MCA Records
- 1994: Newark To C.I. – auf Shaquille O’Neals „Shaq Fu – Da Return“ Album – Jive
- 1995: Be Happy (Puffy Remix) – auf Mary J. Bliges „(You Make Me Feel Like A) Natural Woman“ Maxi-CD – MCA Records
- 1995: Tell ’Em feat. Roz / Welcome feat. Aaron Hall / „Set It Off“ / „Open Fire“ ft Redman – auf Erick Sermons „Double Or Nothing“ Album – Rush Associated Labels
- 1995: What I’m After (I Know You) (Remix) – von Lords of the Undergrounds „Faith b/w Neva Faded“ 12" – Pendulum Records
- 1995: Get Down To It – von Kapones „Get Down To It b/w No Jurisdiction“ 12" – Penalty Records
- 1995: Genetic For Terror feat. Erick Sermon, L.O.D., Redman – von Jamals „Last Chance, No Breaks“ Album – Rowdy Records
- 1995: Live In 1995 Freestyle Session feat. Busta Rhymes, Fat Joe, Guru, Ill Al Skratch, Q-Tip, Rampage, Unique Mop, Wu-Tang Clan / Bad Boys II Freestyle Session (Part 1) feat. Erick Sermon – auf Doo Wops „Live In 1995 Freestyle Session“
- 1995: I Shot Ya, I Shot Ya (Remix) feat. Fat Joe, Foxy Brown, Prodigy – auf LL Cool Js „Mr. Smith“ Album – Def Jam Recordings
- 1996: UGK – Live Wires Connect feat. Lord Jamar – auf V.A. – „Don’t Be A Menace To South Central While Drinking Your Juice In The Hood – The Soundtrack“ – Island Records
- 1996: LL Cool J – I Shot Ya / Skin Deep – No More Games (Remix) – V.A. – „Kool DJ Red Alert Presents...“ – Next Plateau
- 1996: Da Ill Out feat. Jamal – auf Redmans Muddy Waters Album – Rush Associated Labels
- 1996: Pay Ya Dues feat. Busta Rhymes, Cocoa Brovaz – V.A. – Frankie Cutlass – „Politics & Bullshit (Sampler)“ – Epic Records
- 1996: Flipmode Squad Meets Def Squad feat. Rampage, Jamal, Lord Have Mercy, Redman – auf Busta Rhymes’ „The Coming“ Album – Elektra Records
- 1997: K.I.M. feat. Redman – auf EPMDs „Back In Business“ Album – Def Jam Recordings
- 1997: Off The Wall – auf Tha Alkaholiks’ „Likwidation“ Album – Loud Records
- 1998: KRS-One – 5 Boroughs feat. Buckshot, Cam’ron, Killah Priest, Prodigy, Redman, Run, Vigilante – Jive
- 1998: Down South Funk feat. Erick Sermon – auf Redmans „Doc’s Da Name 2000“ – Def Jam Recordings
- 1998: Hai! feat. 50 Grand – DJ Hondas „II“ Album – Relativity
- 1999: It’s My Thang ’99 feat. Erick Sermon, Redman – auf DJ Clues „The Professional“ Mixtape – Roc-A-Fella Records
- 1999: High Divaz feat. Kel-Vicious – auf Humanrecks „Deadly And Dangerous“ Album – Bad Newz Records
- 1999: The Right Time – auf Cherrelles „The Right Time“ Album – Power Records
- 2000: Hostility feat. Redman – auf Erick Onasis „Def Squad Presents Erick Onasis“ Album – DreamWorks Records
- 2001: Wrong 4 That – auf Redmans „Malpractice“ Album – Def Jam Recordings
- 2001: Now What’s Up feat. Redman, Sy Scott / „Up Them Thangs“ ft. Cadillac Tah / „Music (Remix)“ ft. Redman – J Records
- 2002: So It Ain’t So feat. Boo & Gotti, Mikkey – auf Baby aka Birdmans „Birdman“ Album – Cash Money Records
- 2002: Hold Up Dub – auf Erick Sermons „React“ Album – J Records
- 2002: Take It to the Head – auf Kelly Prices „Priceless“ Album – Def Soul
- 2002: G-Dep – Special Delivery (Remix) feat. Craig Mack, Ghostface Killah – Bad Boy Entertainment
- 2004: Listen – von Erick Sermons „Chilltown, New York“ Album – Universal Records
- 2004: How Many Times (Remarkable) feat. Lord Tariq – auf Rahzels „Rahzel’s Greatest Knock Outs!“ Album – Sure Shot Recordings
- 2004: Obie Trice – Rap Game (Remix) – Shady Records
- 2006: Legends of the hood feat. Karim (Jentown Chryme Hamburg) Album Schwarzer Rabe

Track Appear On
- 1994: How’s That feat. Erick Sermon, Redman – V.A. – „A Low Down Dirty Shame (Music From The Motion Picture)“ – Jive
- 1995: Freestyle mit Redman – auf Funkmaster Flex’ „60 Minutes Of Funk – The Mix Tape Volume I“ Album – Loud Records
- 1995: Get Lifted – V.A. – „Jive West 25th Vol. 2“ – Jive
- 1995: East Left – V.A. – „New Jersey Drive Vol. 1 (Original Motion Picture Soundtrack)“ – Tommy Boy Music
- 1996: It’s That Hit – V.A. – „Insomnia – The Erick Sermon Compilation Album“ – Interscope Records
- 1998: Freestyle – auf Funkmaster Flex' „60 Minutes Of Funk – The Mix Tape Volume III“ Album – Loud Records
- 1998: Too Short – Independence Day – V.A./Too Short – „Nationwide: Independence Day: The Compilation“ – Jive
- 2001: He’s Back – V.A. – „Rush Hour 2 – Soundtrack“ – Def Jam Recordings
- 2001: Freestyle – auf Funkmaster Flex’ – „Special Delivery – Freestyle EP (Part 2)“ – Fat Beats
- Rapper’s Delight feat. Redman, Erick Sermon – V.A. – „Rapper’s Delight b/w Sucker MC’s“ – White Label

Inoffizielle Releases
- Untitled Freestyle – V.A. – „Classic Freestyles Vol. 1“
- Get Lifted – V.A. – „Get Lifted / Verbal Intercourse / '93 Til Infinity / God Lives Through“ – Hip Hop Classics
- 1995: Get Lifted (Instrumental) – V.A. – „Hot Funk“
- 2003: The Rhyme (Slum Village Remix) – V.A. – „A.K.A. J. Yancey“ – Once Upon A Time

Def Squad
- 1998: El Niño (Def Jam Recordings)